# Architecture au Brésil

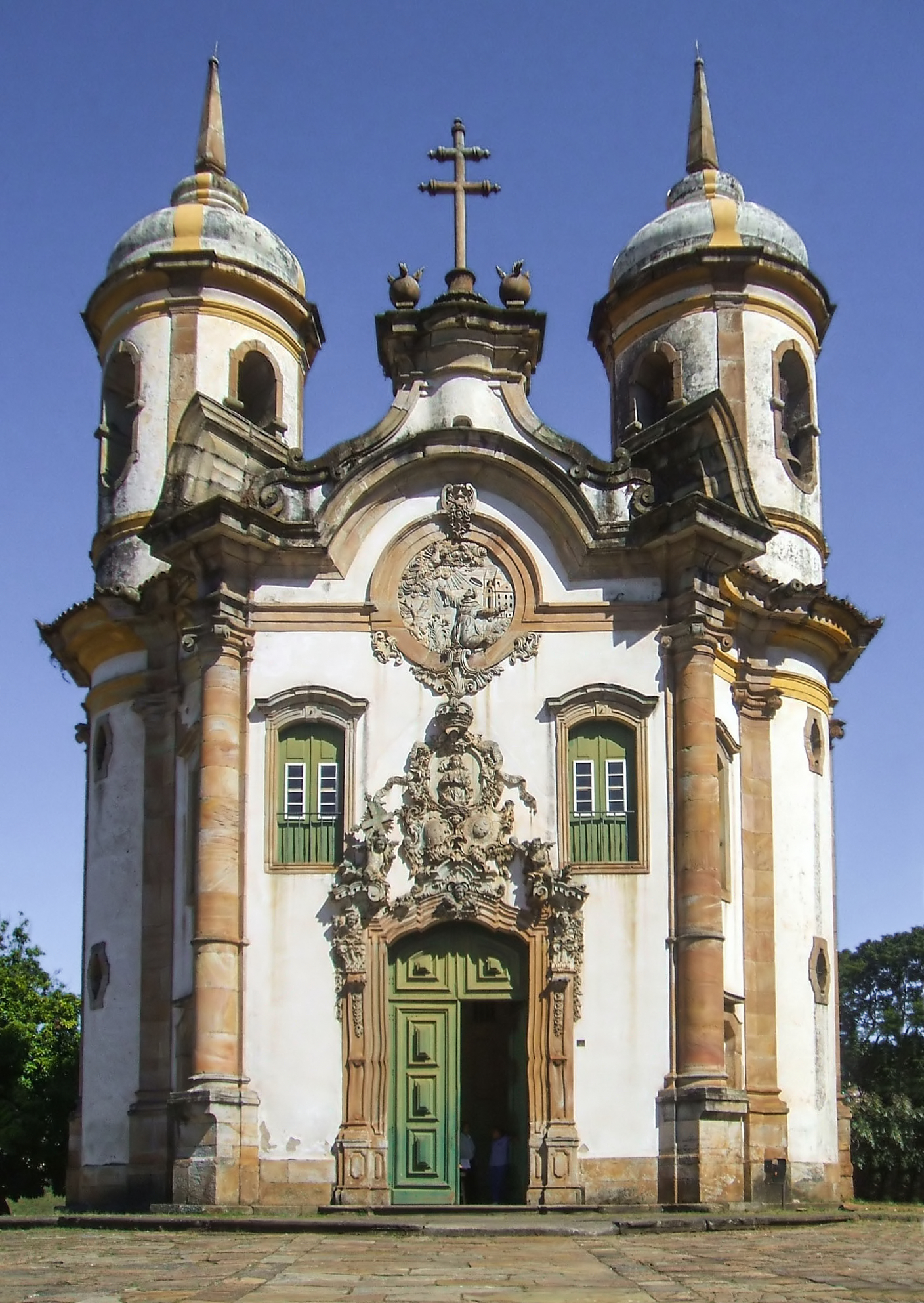
La façade de l'église Saint-François-d'Assise d'Ouro Preto, classée par l'IPHAN, en 2009, comme l'une des sept merveilles d'origine portugaise dans le monde.

Du fait de son passé colonial, l’architecture au Brésil est influencée par les styles européens, en particulier ceux du Portugal. L'architecture précolombienne ayant disparu et étant peu documentée, le Brésil se caractérise d'abord par une architecture coloniale portugaise, importée à partir de 1500 lorsque le navigateur portugais Pedro Álvares Cabral arrive dans le pays. Il s'agit de la première vague d'architecture à s'implanter au Brésil.
Jusqu'au XVIIIe siècle, à l'époque de l'empire, le Brésil suit les tendances européennes et adopte les architectures baroque, néo-classique et néogothique. Puis, au XXe siècle, particulièrement à Brasilia, une architecture moderne et propre à la culture locale se développe,. Elle se caractérise par un minimalisme réinventé, dont Oscar Niemeyer, architecte moderniste majeur au niveau mondial, est une des figures principales,.

## L'architecture précolombienne
L'architecture précolombienne ou indigène correspond aux constructions que les populations brésiliennes mettent en place sur les territoires avant l'arrivée de Christophe Colomb en Amérique, ou spécifiquement de Pedro Álvares Cabral au Brésil. Il existe cependant peu de sources, cette période faisant l'objet d'une lacune historiographique. Les installations n'ont également souvent pas été construites de manière pérenne.  
Les malocas sont un exemple de l'architecture indigène au Brésil. Il s'agit de grandes maisons pouvant accueillir un groupe entier, bâties sur bois et recouvertes de chaume et de feuilles. Les matériaux fragiles n'ont pas résisté au temps. Certaines tribus, comme les Yanomami, construisent encore des malocas aujourd'hui. 

## L'architecture coloniale
L'architecture coloniale du Brésil remonte au début du XVIe siècle, lorsque le Brésil est exploré, conquis et colonisé pour la première fois par les Portugais, qui créent une architecture qui leur est familière. Ils construisent des bâtiments sacrés et séculiers, y compris des maisons et des forts dans les villes et les campagnes brésiliennes. Ils fondent Recife, São Paulo, Rio de Janeiro, Salvador pendant la période coloniale,. L'urbanisme se développe dans ces villes côtières dans un but défensif. 
Les bâtiments de cette période se distinguent par leurs règles similaires, telles que :
- la symétrie,
- une structure en forme de boîte,
- des alcôves et fenêtres en retrait,
- des constructions en pierre et en mortier,
- une couverture en plâtre pour une finition lisse.

La ville de Salvador, capitale du Brésil jusqu'en 1763, en donne un exemple particulièrement représentatif avec ses bâtiments coloniaux multicolores,.

### Baroque

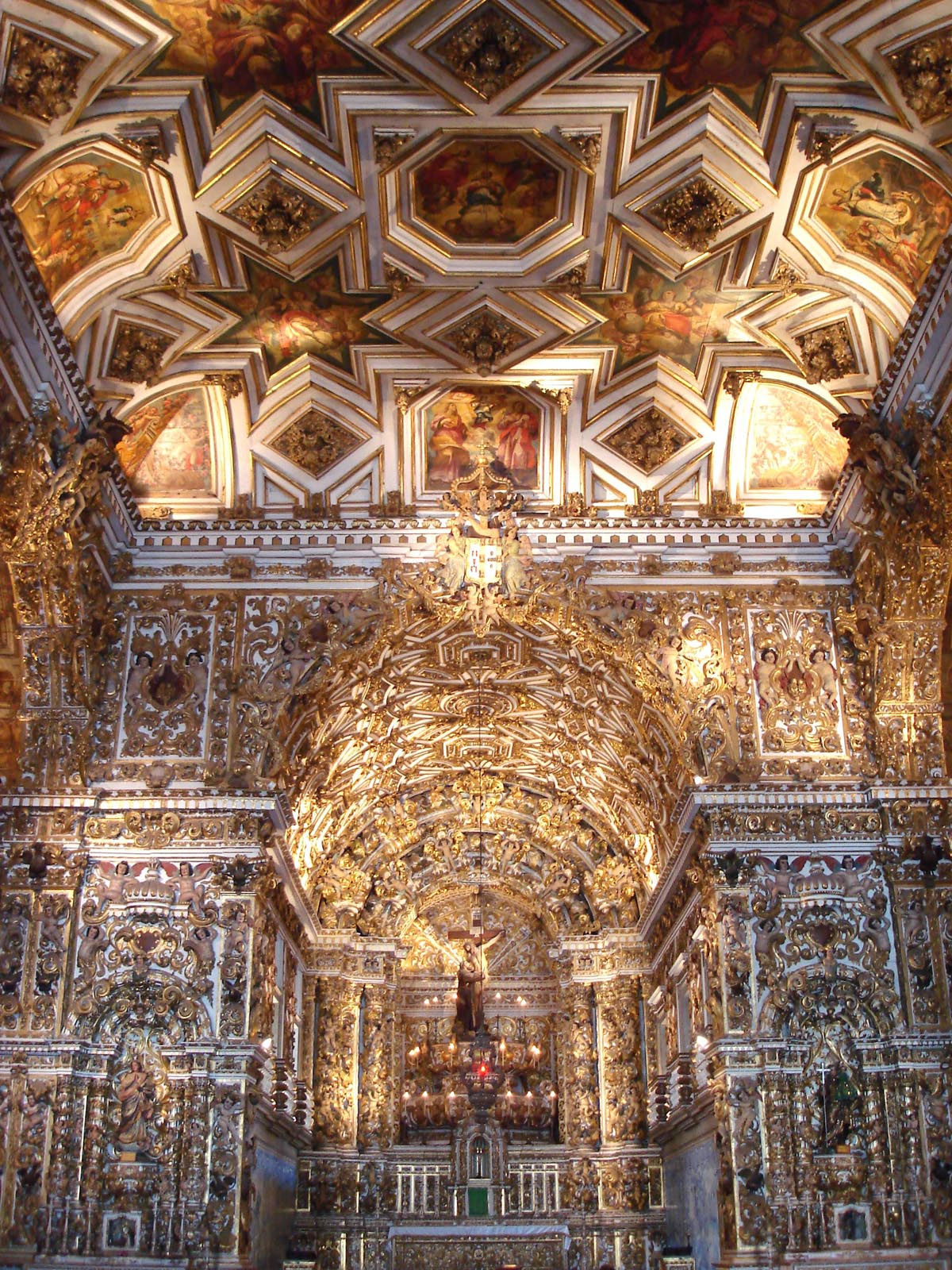
Intérieur de l'église et couvent de Saint-François de Salvador, l'une des plus importantes expressions du baroque brésilien.

Le baroque, période désignée a posteriori à partir du portugais barroco, signifiant la perle irrégulière, est un mouvement artistique qui s'est développé entre autres en réaction au classicisme de la Renaissance et qui met en valeur une grande richesse d'ornements. 
Les exemples caractéristique de l'architecture baroque au Brésil se trouvent dans la ville d'Ouro Preto. La ville, tout comme Rio de Janeiro, se développe grâce à l'exploitation de l'or et des diamants dans la région du Minas Gerais et en devient même la capitale entre 1720 et 1897. 
C'est ainsi que sont construits de nombreux bâtiments, églises, ponts, fontaines dans le style baroque, aux formes plus arrondies et ornées. L'église Saint-François-d'Assise est par exemple conçue par Antônio Francisco Lisboa, dit Aleijadinho, l'un des plus importants architectes du Brésil colonial. Elle est construite entre 1766 et 1810 et témoigne d'un style baroque propre au Brésil, mettant en avant des contrastes de couleurs, des lignes courbes, des références militaires ou encore des fenêtres simples. L'intérieur est richement décoré, notamment grâce aux peintures de Manuel da Costa Ataíde. 
La résidence la mieux conservée est la Casa dos Contos, construite en 1780. Il s'agit d'un bâtiment beige et blanc, de trois étages, avec un abreuvoir en pierre pour les chevaux, dans la cour arrière ainsi que des cabines sombres en dalles de pierre où vivaient les esclaves. Il a été par la suite converti en bureaux pour les autorités postales de la ville, illustrant toujours l'histoire et les styles architecturaux locaux,.
En 1980, l'Unesco déclare d'ailleurs Ouro Preto « monument mondial » avec ses 13 églises, 11 chapelles, ses musées importants, ses ponts anciens et ses maisons bien conservées.

### Considérations esthétiques

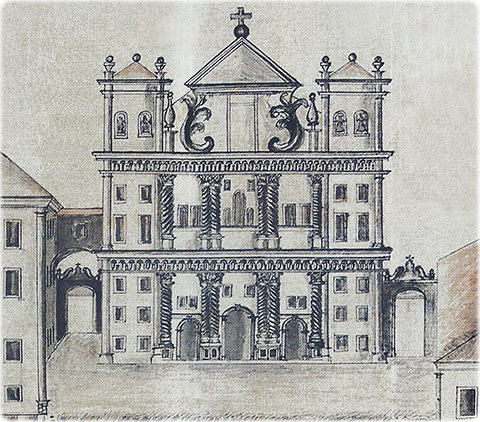
Antiga Sé da Bahia, l'un des principaux bâtiments maniéristes du Brésil, démoli en 1933 alors qu'il n'était déjà plus du tout caractérisé.

Sur le plan esthétique, les débuts de la période sont marqués par l'introduction d'une architecture de la fin de la Renaissance ou maniériste, d'une grande régularité, solidité et austérité à l'extérieur, connue sous le nom de style Chão, mais qui peut être richement décorée à l'intérieur. Au XVIIe siècle, avec un certain retard par rapport à l'évolution esthétique européenne, le baroque s'est étendu à la quasi-totalité du pays, allant du Pará à l'extrême sud et pénétrant à l'intérieur jusqu'au Goiás et au Mato Grosso, laissant un vaste ensemble d'art et d'architecture, avec de nombreux exemples de grande qualité, et devenant, d'une certaine manière, typique de toute la période coloniale, au point d'être considéré comme l'« âme du Brésil », selon l'expression célèbre d'Affonso Romano de Sant'Anna. Caractérisée par une ornementation dramatique, dynamique et surabondante, tant sur les façades qu'à l'intérieur, à la recherche d'effets théâtraux, son influence s'étendra jusqu'au XIXe siècle, comme en témoignent des édifices tels que l'église Notre Dame de Conceição à Porto Alegre (pt), dont la construction a débuté en 1851, l'église Notre Dame du Rosário dos Pretos à Goiana (pt), dont la façade n'a été achevée qu'en 1835, et la grande église Candelária, qui n'a été achevée qu'en 1877 sur la base d'un projet datant du siècle précédent.
Cependant, l'architecture de la période coloniale est un sujet d'étude complexe. Des circonstances particulières dans le processus de formation du Brésil ont conduit à un développement architectural inégal, avec la persistance durable de modèles maniéristes et d'autres qui tombaient en désuétude au Portugal, et avec de nombreuses simplifications et adaptations des modèles portugais aux contextes locaux. En outre, l'architecture portugaise elle-même, à l'époque de la colonisation, était une mosaïque d'influences différentes, composant à bien des égards des synthèses originales très éloignées de ce qui se faisait dans le reste de l'Europe. En bref, de nombreux bâtiments anciens ont été remodelés au fil du temps, modifiant leurs caractéristiques d'origine et les transformant en ensembles hybrides, avec des éléments provenant de plusieurs périodes et styles différents. Pour ces raisons, les exemples qui subsistent sont souvent difficiles et controversés à caractériser et à dater.
Au cours du premier siècle de la colonisation, l'architecture s'est essentiellement développée autour des fortifications qui jalonnaient le littoral, érigées pour assurer la possession du territoire. À cette époque difficile, où la terre était vierge, habitée par différents peuples indigènes, sondée par des pirates, des aventuriers et des envahisseurs d'autres nations, la défense était au centre des préoccupations des Portugais, et il y avait peu de temps et de ressources pour une planification urbaine et architecturale adaptée aux réalités locales. Les forts, les structures les plus imposantes, suivaient les modèles traditionnels portugais, héritiers d'anciennes traditions architecturales, et les villes qui se formaient autour d'eux adoptaient généralement un schéma orthogonal, comme un échiquier, la fameuse « grille romaine », utilisée par les Portugais dans d'autres colonies d'outre-mer pour définir leurs centres administratifs avancés, comme Cochin et Daman, bien que dans la métropole elle-même, cette solution soit inhabituelle. Les premières fondations importantes, comme celles d'Olinda, de Salvador et de Rio de Janeiro, en 1535, 1549 et 1567 respectivement, étaient de ce type, qui a été imité ailleurs. Dans beaucoup d'autres, cependant, la croissance des villes n'a pas suivi un ordre prédéterminé, en particulier dans les centres miniers, dans les localités qui se sont développées le long des routes principales et qui ont servi de points de repos, de péage, d'inspection ou de ravitaillement, et dans celles qui se sont développées autour des grandes maisons des fazendas et des engenhos, ces dernières étant, dans l'ensemble, la forme qui a donné naissance au plus grand nombre de villes, selon l'analyse de Percival Tirapeli. La densité de l'urbanisation tend à être élevée, avec des maisons à un ou deux étages accolées les unes aux autres, avec des pièces alignées pour un usage multiple, une ornementation minimale ou inexistante et de petites cours à l'arrière, un modèle qui tend à se répéter sans grande variation jusqu'au milieu du XIXe siècle,,.
Au fur et à mesure que la colonisation progressait et que la société s'enracinait et consolidait une culture plus ou moins autonome, il devenait possible de planifier des structures plus élaborées. Cependant, comme le Brésil était une colonie extractiviste, dans laquelle il ne valait pas la peine d'investir ou de penser à long terme, l'architecture civile s'est toujours révélée simple, économique, adaptable, recherchant avant tout la fonctionnalité. En même temps, comme la religion était une force sociale dominante et qu'à partir du XVIIe siècle, sous l'influence du baroque, la richesse et l'exubérance des formes et des matériaux étaient considérées comme des ressources valables et importantes pour le culte divin et pour séduire les néophytes — notamment les indigènes et, plus tard, les esclaves noirs qui devaient être « civilisés » et attirés par Jésus Christ —, les églises, ainsi que les couvents, étaient réservés au luxe qu'il était possible de créer. Les exemples les plus importants, d'un style savant et sophistiqué, sont devenus les reliquaires d'une grande accumulation décorative de statues, de boiseries dorées, de peintures, d'ustensiles et d'autres ornements,,. Dans de nombreux endroits, l'Église a déterminé l'organisation des noyaux vitaux des colonies, qui s'articulaient autour des temples, des couvents, des collèges et des hôpitaux fondés par les religieux. En fait, l'Église s'est souvent retrouvée à l'avant-garde de la colonisation, pénétrant avec ses missions dans les endroits les plus éloignés et créant des établissements permanents pour les populations indigènes en cours d'acculturation et de catéchisation : les « réductions ». Les Jésuites, en particulier, se sont distingués par leurs projets d'urbanisme, avancés pour l'époque et le lieu et très rationnels, qui ont atteint un niveau qui a servi de modèle aux réductions de l'extrême sud, même si ce groupe spécifique est né alors que la région était encore une possession espagnole, subordonnée à la province jésuite du Paraguay,,.
Pendant longtemps, les bâtiments brésiliens ont été conçus par toute personne capable de dessiner et d'organiser les espaces, y compris les sculpteurs, les orfèvres et d'autres artisans. Cependant, la construction des bâtiments principaux était confiée à un maître d'œuvre qualifié. Les noms des premiers siècles sont très rares, comme celui du frère Macário de São João, qui a construit les églises du couvent de Santa Teresa, de l'abbaye Saint-Benoît de Bahia et de la Santa Casa de Misericórdia à Salvador, ou celui du frère Daniel de São Francisco, qui a conçu le convent et l'église de Saint-Antoine de Cairu (pt), considéré comme le premier exemple de baroque pur. Certains concepteurs de fortifications sont également mentionnés, comme Martim Correia de Sá, auteur du remodelage de la forteresse de Santa Cruz da Barra, et Gaspar de Samperes, un autre religieux, à qui l'on attribue la conception de la forteresse de Reis Magos, modifiée dans sa configuration actuelle par Francisco de Frias da Mesquita. Par la suite, les identifications sont devenues plus fréquentes.

### Architecture militaire
Au cours des siècles de lutte contre les Indiens pour la conquête de territoires et de défense contre les étrangers, la Couronne a construit des dizaines de fortifications à divers endroits stratégiques le long de la côte et à l'intérieur des terres, de différents types : palissades, forts, forteresses, redoutes, batteries, etc. La plupart d'entre elles, en particulier les constructions temporaires ou en matériaux périssables tels que le bois, la terre battue et le sable, n'ont pas survécu aux batailles et au passage du temps. Leur importance a été décisive pour la sécurité de la population portugaise et du territoire face aux diverses menaces et situations d'urgence qui se produisaient constamment, surtout dans les premiers temps. La première fortification répertoriée au Brésil est le Fort de Saint-Jean de Bertioga (pt), datant de 1532. Il s'agissait à l'origine d'une simple palissade en bois, remodelée plus tard en maçonnerie, qui a acquis sa configuration actuelle et reçu le nom de Forte de São João. Elle est encore en bon état.
Les structures les plus durables et les plus monumentales, les grands forts en pierre et en maçonnerie, dont beaucoup existent encore, suivaient un modèle de base qui s'est maintenu au fil des siècles, avec un plan quadrangulaire ou polygonal, parfois déformé pour s'adapter à la topographie sous-jacente. Ils avaient généralement une base en pierre nue chanfreinée, des murs de maçonnerie blanchis à la chaux sur le dessus, avec des postes d'échauguette intercalés, et une série d'habitations nues à l'intérieur, souvent avec une chapelle. Parfois, des portails plus ou moins élaborés ont été érigés à l'entrée des forteresses dans le style de la Renaissance tardive ou du maniérisme. Toutefois, les solutions d'adaptation à ce modèle essentiel varient considérablement,.
De nombreuses fortifications méritent d'être signalées, soit pour leur ampleur architecturale, soit pour leur rôle dans l'histoire. Parmi les exemples importants, citons la forteresse de Santa Cruz da Barra, à Niterói, l'une des plus imposantes, qui était à l'origine une batterie de fortifications établie par Nicolas Durand de Villegagnon dans sa « France antarctique » et qui, au cours des siècles suivants, déjà sous la domination portugaise, a été agrandie et renforcée et, parmi toutes, a été le bastion le plus impliqué dans les batailles ; la forteresse de Santa Cruz de Itamaracá (dite Fort Orange), sur l'île d'Itamaracá, construite par les Hollandais à l'époque du Brésil hollandais et restaurée par les Portugais après l'insurrection du Pernambouc ; la forteresse de Notre Dame d'Assunção (pt), à Fortaleza, centre de nombreuses batailles contre les Hollandais ; le Fort dos Reis Magos (pt), à Natal, également décisif pour la géopolitique du Nord-Est ; la chaîne de fortifications de l'île de Santa Catarina, d'une grande importance stratégique dans l'occupation du Sud ; et le Fort Jesus, Maria et José de Rio Pardo (pt), établi pendant la Guerre des Guaranis et plus tard un soutien important dans les conflits de la région de Prata, surnommé « Tranqueira Invicta » (tranchée invaincue) parce qu'il n'est jamais tombé entre les mains de l'ennemi. Un exemple original est le Fort de São Marcelo, construit sur un îlot à Salvador, le seul fort circulaire du Brésil. La Couronne s'intéresse tellement à la construction militaire qu'elle crée des classes de fortification et des académies militaires, d'abord à Salvador puis à Rio de Janeiro, mais il n'y aura d'écoles officielles d'architecture civile qu'au 19e siècle,,.
De nombreuses résidences fortifiées ont également été construites, en particulier dans le nord-est. La première maison fortifiée du Brésil est le Castelo de Duarte Coelho, construit en 1536, ainsi que la Casa-forte de Dona Ana Pais (pt), qui fut le centre d'une victoire des patriotes à la bataille de Casa Forte (pt), dans le contexte de l'occupation hollandaise, et la Casa-forte de Garcia d'Ávila (pt), qui fut l'embryon d'un grand majorat et le centre d'un pouvoir militaire expressif, précieux pour la défense de la région à l'époque coloniale et dans les luttes pour l'indépendance.

### Architecture civile
L'architecture civile a laissé relativement peu d'édifices majeurs, bien qu'il y ait une grande variété, généralement dans la lignée du baroque. L'idée a longtemps prévalu que le Brésil n'était qu'un lieu de vie temporaire, où l'on cherchait fortune au milieu de nombreuses adversités, souvent au péril de sa vie, et que l'on voulait quitter au plus vite pour retourner vivre dans la "vraie" civilisation, le Portugal. En outre, les familles avaient tendance à être peu structurées et très mobiles. Cela a créé une culture caractérisée par un sentiment de dispersion et d'impermanence, raison pour laquelle il n'a pas été jugé utile d'investir dans des bâtiments exquis conçus pour durer. En même temps, certains matériaux appréciés des Portugais, comme la pierre de lioz, ne pouvaient être trouvés qu'au Portugal et devaient être importés. Avec les difficultés de la navigation à cette époque, sujette à de fréquents naufrages et attaques de pirates, l'approvisionnement en matériaux de construction et en de nombreux autres biens de consommation, y compris les denrées alimentaires de base, dépendait de nombreux imprévus et les famines étaient fréquentes, comme l'attestent de nombreux rapports officiels, remplis de plaintes sur les privations de toutes sortes que même les élites dirigeantes étaient obligées d'endurer, faisant des solutions simplifiées et de l'improvisation la norme. En outre, les règlements de la Couronne interdisaient le luxe ostentatoire dans les habitations privées. L'ensemble de ces facteurs a naturellement conduit à des limitations majeures dans le développement de l'architecture brésilienne pendant la période coloniale,,,.
Les premières habitations construites sur le front de la conquête du territoire et de l'expansion agricole étaient simples, de simples huttes semblables aux ocas (pt) indiennes, et se résumaient essentiellement à une pièce à usage multiple, avec la possibilité d'une annexe plus petite pour la cuisine, un modèle qui, au cours des siècles suivants, a été le seul possible pour les populations les plus humbles, comme les Indiens acculturés et les esclaves, et que l'on trouve encore aujourd'hui dans de nombreuses régions de l'arrière-pays. Ce plan de base a certainement connu des variantes, avec l'ajout de chambres à coucher, d'une chapelle et de diverses réserves pour les outils agricoles et les abris pour les animaux, en fonction des possibilités. Le toit était généralement en paille et le sol pouvait être légèrement surélevé par des planches de bois. Les murs, quant à eux, étaient parfois construits uniquement avec de la paille tressée entre des poteaux, mais le plus souvent avec la technique traditionnelle du taipa, de l'argile pétrie sur un squelette de bois ou des roseaux, qui a continué à être largement utilisée jusqu'au 19ème siècle, même pour les grands bâtiments tels que les églises et les collèges,,. Avec les progrès de la colonisation et la mise en place d'une structure urbaine de base, l'adobe est également utilisé pour la construction, car il est plus résistant et permet de réaliser des structures plus importantes avec des renforts en bois, comme les couvents, les collèges et les grandes églises, et la taille de pierre, qui, pendant la colonie, était toujours l'option la plus coûteuse et la plus rare.
Face à la nécessité de mieux se défendre contre les attaques des Indiens et, sur la côte, des pirates, fréquentes dans les premiers siècles de la colonisation, le modèle européen d'urbanisation compacte a été adopté, avec des maisons le plus souvent jumelées et des façades alignées sur la rue, ne laissant de terrain libre qu'à l'arrière. Ces habitations urbaines se caractérisent par leurs ouvertures réparties sur des espaces réguliers et leur aspect austère — avec des encadrements en bois ou, plus rarement, en pierre, dont l'ornementation se limite à une courbure des vergues et parfois à un encadrement travaillé dans les drapeaux — et une toiture tout aussi simple avec des tuiles en terre cuite et des Égout (architecture)-égouts, qui peuvent présenter quelques ornements discrets tels qu'une légère courbure et des pointes dans les angles. Dans de nombreux endroits le long de la côte, les façades en tuiles sont courantes, particulièrement abondantes à São Luís do Maranhão. L'organisation interne des maisons à un étage pouvait varier considérablement, mais consistait généralement en une pièce principale servant de salle à manger et de salon, sur laquelle s'ouvrait un couloir reliant une série de pièces en enfilade, généralement mal éclairées et mal ventilées, et menant à une pièce arrière servant de cuisine et d'espace de service. Dans les cours arrière, il pouvait y avoir d'autres structures, telles que des quartiers d'esclaves et des entrepôts. Les maisons à deux étages avec des balcons à balustrades en fer à l'étage supérieur étaient courantes, et l'étage inférieur pouvait servir de magasin ou d'atelier. Dans certains grands centres urbains, comme Salvador et São Luís, de nombreux exemples comportant jusqu'à quatre étages subsistent. Certaines techniques de construction et l'utilisation de matériaux locaux ont été apprises des Indiens, surtout dans les premiers temps,. Des villes comme Salvador, Olinda, São Luís, Goiás Velho et plusieurs villes du Minas Gerais, notamment Ouro Preto et Diamantina, conservent encore dans leurs centres historiques de nombreux exemples d'architecture civile et religieuse typique du baroque colonial. Certains de ces centres ont été déclarés sites du patrimoine mondial par l'UNESCO en raison de leur importance historique et architecturale.
D'autre part, les famines susmentionnées ont conduit les élites à rechercher la campagne comme résidence permanente, en construisant une série de fermes et de domaines dans les zones suburbaines qui disposaient de leur propre système d'approvisionnement, laissant leurs manoirs en ville pour un usage occasionnel, afin d'accomplir des activités sociales, officielles et religieuses,.
De nombreux autres bâtiments ont été construits à la fois comme résidences et comme sièges de grandes entreprises agricoles, essentiellement des monocultures destinées à l'exportation, cultivant principalement la canne à sucre et, plus tard, le café. Ces maisons rurales, qui appartenaient à des familles aisées, excellaient néanmoins dans la simplicité décorative, privilégiant des espaces spacieux, confortables mais épurés. Malgré cela, leur présence est souvent palatiale. Les complexes se composaient d'un bâtiment principal pour la résidence du propriétaire, la Casa Grande, et d'autres annexes pour la chapelle (parfois intégrée à la Casa Grande), le quartier des esclaves, le logement des travailleurs blancs, les entrepôts pour les outils et la production, et les abris pour les animaux. La Fazenda Colubandê (pt) à São Gonçalo, l'Engenho Noruega (pt) à Escada (pt), la Fazenda Fonte Limpa (pt) à Santana dos Montes, l'Engenho Nossa Senhora da Apresentação (pt) à Jaboatão dos Guararapes, l'Engenho da Lapa (pt) dans la ville de Rio de Janeiro, le Palais impérial de Santa Cruz dans la même ville et la Fazenda Santa Clara (pt) à Santa Rita de Jacutinga, cette dernière étant l'un des plus grands bâtiments ruraux du Brésil colonial, en sont de bons exemples. Ce n'est qu'au XIXe siècle, lorsque les modes et les conventions relatives à l'affichage du statut social ont changé et que l'interdiction du luxe privé a pris fin, que les propriétaires de plantations ont commencé à accorder plus d'attention aux aspects décoratifs de leurs résidences, qui étaient remplies de meubles décorés, de peintures, de tapis, de cristal, de porcelaine fine et d'autres ornements,,,,,.
Une partie de cette architecture rurale est l'architecture dite bandeirista (pt), construite par les bandeirantes lors de la conquête de l'arrière-pays brésilien. Leurs habitations ont un caractère solide, rustique et austère, qui rappelle l'architecture portugaise dite chão, dérivée de la Renaissance tardive, et qui met l'accent sur la présence d'un grand porche entre deux pièces latérales, généralement utilisées l'une comme chapelle et l'autre comme chambre d'amis, avec un toit en croupe et une grande pièce centrale à usage multiple. Elle est typique de la région de São Paulo, mais s'est étendue à d'autres régions, comme Goiás, et on peut citer comme exemples la Sítio de Santo Antônio à São Roque, la Casa do Sítio Tatuapé dans la ville de São Paulo, la Casa do Padre Inácio à Cotia et la Casa da Fazenda Mato de Pipa à Quissamã,,. Cette architecture, née des modèles traditionnels portugais, a été considérée comme une expression originale. Selon l'historien Carlos Lemos, un important spécialiste du sujet, « dans l'architecture brésilienne, il s'agirait de la première manifestation où une appropriation revêt un caractère régional lié à une société ségréguée » Pour Luiz Saia, qui a été l'un des premiers à caractériser cette typologie, « la maison construite par la bandeirante est fondamentale pour comprendre les caractéristiques constructives et, par extension, culturelles des Brésiliens ».
Dans la catégorie des bâtiments officiels, les exemples coloniaux les plus typiques étaient les mairies, mais peu d'entre elles sont restées inchangées. L'un des plus importants est l'ancien hôtel de ville et la prison d'Ouro Preto, aujourd'hui le musée de l'Inconfiance (pt), avec une riche façade comprenant un portique à colonnes, un escalier, une tour, des statues ornementales et une structure en pierre. Quelques palais gouvernementaux remarquables ont également été construits, comme le palais des gouverneurs du Pará (pt) et le palais des vice-rois à Rio, qui devint par la suite la résidence de la famille régnante, mais il s'agissait de structures austères ; peu d'entre elles ont résisté à l'épreuve du temps sans subir de modifications importantes,,. Le palais de Friburgo (pt), construit en 1642 par Jean-Maurice de Nassau-Siegen, gouverneur d'une éphémère conquête hollandaise au Pernambuco, en est un bon exemple. Démoli au XVIIIe siècle, il s'agissait d'un édifice somptueux, siège d'une cour restreinte mais brillante.
D'autres structures présentant un intérêt architectural sont les fontaines publiques, présentes dans toutes les villes et qui constituaient à l'époque un moyen courant de distribuer de l'eau potable. Plus importants sont les aqueducs qui alimentaient les fontaines, dont il reste un monumental, l'aqueduc de Carioca, construit entre les XVIIe et XVIIIe siècles à Rio de Janeiro, long de 270 mètres et haut de 17 mètres.

### Architecture religieuse
Les ordres religieux tels que les Jésuites, les Franciscains et les Carmélites, les premiers à s'installer au Brésil, comptaient dans leurs rangs des architectes et des bâtisseurs de renom, et c'est avec eux qu'est née une grande tradition de construction religieuse. Parallèlement à la formation des villes et des villages, des églises, des couvents et des chapelles ont vu le jour, car dès le début, l'un des objectifs de la conquête était de répandre la foi chrétienne parmi les Gentils. En outre, la population portugaise qui s'y installe a besoin d'une assistance spirituelle. L'administration civile de la colonie étant presque toujours inefficace, l'Église catholique a également assumé une grande partie des tâches d'organisation de la société, de l'espace urbain et des services juridiques tels que les actes de naissance, de mariage et de décès. Elle était également responsable de l'éducation et de l'assistance sociale, construisant des collèges, des hôpitaux, des orphelinats et des asiles. Ces structures, parfois importantes, étaient généralement dépouillées et éminemment fonctionnelles. Les églises et les couvents, en revanche, pouvaient être décorés dans un luxe véritablement royal.
Les premiers temples construits au Brésil suivaient les paramètres de l'architecture chão, une interprétation maniériste et typiquement portugaise du modèle de la Renaissance, inspirée en fin de compte par le temple grec classique. Cette esthétique austère se caractérise par des façades composées de figures géométriques de base, de frontons triangulaires, de fenêtres qui tendent vers une forme carrée et de murs marqués par le contraste entre la pierre et les surfaces blanches, avec de faibles volumes en saillie. Il y a généralement au moins un clocher latéral attaché au corps du bâtiment. La décoration de la façade est rare et généralement limitée aux portails, bien que l'intérieur des exemples les plus majestueux puisse être riche en autels sculptés, avec une statuaire pouvant inclure des anges, des atlantes et des cariatides et une ornementation phytomorphique et zoomorphique abondante, ainsi que des peintures et des carreaux,.
L'église des saints Cosme et Damião (pt) à Igarassu et l'église Notre-Dame de la Grâce (pt) à Olinda comptent parmi les exemples les plus anciens qui subsistent, tous étant à l'origine très simples. Aujourd'hui, il ne reste plus grand-chose de l'architecture du XVIe siècle au Brésil, car beaucoup des bâtiments les plus anciens ont été détruits, pillés ou rénovés, même récemment, comme ce fut le cas de l'importante église jésuite de Morro do Castelo à Rio, datant de 1567, qui a été démolie en 1922 lors du réaménagement de la zone,.
Depuis le XVIe siècle, les ordres religieux se préoccupaient d'affiner et d'embellir la conception des églises de la colonie et, en 1577, ils ont envoyé l'architecte Francisco Dias pour superviser cette rénovation. Il apporte avec lui l'influence de l'architecture sacrée de l'Italien Vignola, un maniériste érudit, mais ce qui change le plus au cours des deux siècles suivants, c'est la décoration, tandis que les schémas structurels de l'architecture chão restent enracinés.
Bien qu'il y ait une persistance des formes de base archaïques, l'impact visuel est en fait complètement différent et entièrement nouveau. Tout au long des XVIIe et XVIIIe siècles, alors que le baroque est à son apogée, la décoration tend à devenir si abondante, volumineuse et dynamique, couvrant pratiquement toutes les surfaces libres, que la perception des formes architecturales se dilue et se confond dans une masse de formes mouvantes, telles des lianes obscurcissant les contours des édifices sur lesquels elles poussent. Cette profusion décorative s'inscrit dans le programme catholique de la Contre-Réforme, la liturgie revêtant un caractère didactique et propagandiste. Selon Otto Maria Carpeaux, « pour s'opposer à la parole biblique du ministre protestant, l'Église catholique collabore avec les arts plastiques et la musique, représentant la vérité religieuse d'une manière qui étonne les esprits simples, élève ceux de l'élite et édifie tout le monde ». Germain Bazin résume le goût baroque en disant que « pour l'homme de ce temps, tout est spectacle ». C'est la formule essentielle et idéale de l'église baroque, adaptée dans chaque projet en fonction des ressources locales et de l'habileté des artisans,,.
À cette époque, avec des préférences ornementales et dynamiques beaucoup plus marquées que la tradition classique-Renaissance, apparaissent des frontons ornés de volutes et de pinacles, les façades s'animent de nouveaux volumes, de statues, de portiques, de moulures et de reliefs, les ouvertures se diversifient, avec l'apparition de formes en losange, en poire, en ovale, en étoile, etc. Les tours aussi se diversifient, elles peuvent être en retrait de la façade, leur couronnement devient hémisphérique, en escalier ou en bulbe, et peut être recouvert de tuiles colorées,,. La Cathédrale-basilique de Salvador (pt) est une bonne illustration de la fusion des références classiques, maniéristes et baroques. Le premier temple considéré comme purement baroque est l'église de Santo Antônio (pt) de Cairu. L'église São Francisco (pt) de Salvador, la Capela Dourada de Recife et l'église du Tiers-Ordre de Saint-François-de-la-Pénitence de Rio de Janeiro sont parmi les meilleurs représentants brésiliens du baroque dans toute sa splendeur décorative. Mais, comme nous l'avons déjà dit, il y a toujours eu de nombreuses interpénétrations de différentes tendances stylistiques tout au long de la période coloniale, ce qui rend impossible la définition d'un style cohérent et unifié pour cette période,.
Les couvents, en revanche, avaient une organisation plus fonctionnelle, dans des bâtiments généralement hauts de deux ou trois étages et composés d'une série de pièces à usage divers — salle à manger, cuisine, bibliothèque, ateliers, locaux de service — ainsi que du cloître, une cour carrée entourée de galeries couvertes dans lesquelles s'ouvraient les cellules des moines. Les cellules étaient généralement austères, mais d'autres espaces, comme la bibliothèque, la sacristie de l'église, le réfectoire, la salle du chapitre, les couloirs, les portes et les galeries du cloître, pouvaient être richement décorés de statues, de peintures, de carrelages et de boiseries dorées, d'une splendeur comparable à celle des églises. Les couvents de São Francisco (pt) à Salvador et de Santo Antônio (pt) à Cairu sont de bons exemples de cette richesse.
Le dernier épanouissement expressif du baroque a eu lieu à Minas Gerais, une région récemment peuplée qui a développé une société dynamique alimentée par la découverte d'or et de diamants. À l'origine, les motifs de l'architecture simple et l'ornementation dense du baroque traditionnel étaient la règle à Minas, mais à partir du milieu du XVIIIe siècle, sous l'influence du rococo français, une nouvelle synthèse est apparue, qui, pour de nombreux spécialistes, représente la première marque d'originalité dans l'architecture sacrée brésilienne. Le style Minas Gerais est principalement caractérisé par les bâtiments construits par Antônio Pereira de Sousa Calheiros, Francisco de Lima Cerqueira et Aleijadinho, qui ont introduit de nouvelles solutions formelles et décoratives, en rationalisant les façades et les plans, en augmentant le nombre d'ouvertures et en allégeant la décoration, qui est devenue plus éparse et élégante et a reçu des couleurs plus claires. L'église du Rosaire des Noirs (Calheiros) et l'église Saint-François-d'Assise (Cerqueira et Aleijadinho), toutes deux à Ouro Preto, peuvent être citées comme exemples de rococo au Minas Gerais. Il convient également de mentionner le sanctuaire du Bom Jesus de Matosinhos, à Congonhas, dont la disposition tire parti de la topographie, avec un effet monumental,,,,.

### Salvador

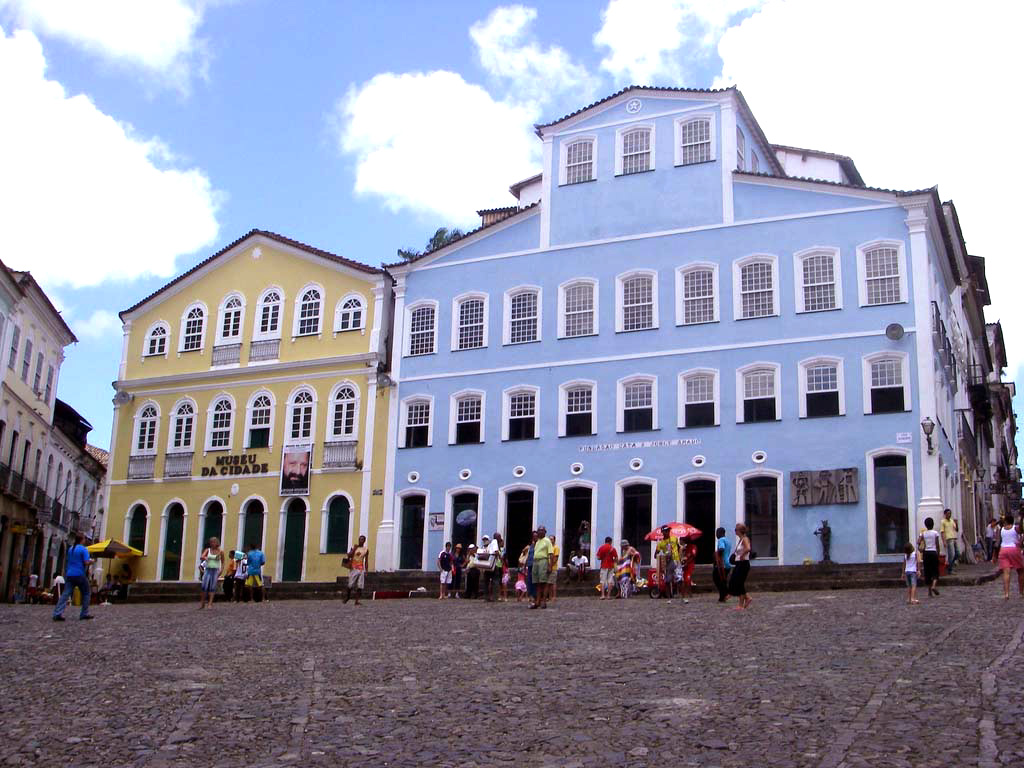
Architecture coloniale portugaise (Salvador).

Fondée en 1549 par les Portugais, Salvador est l'une des plus anciennes villes du Brésil et abrite des ensembles coloniaux et baroques, particulièrement dans la Ville haute, inscrite au Patrimoine mondial de l'humanité de l'UNESCO. Ce quartier très dense, homogène et coloré regroupe des bâtiments caractéristiques du style Renaissance comme la Cathédrale-basilique de Salvador et les églises et les couvents de São Francisco, São Domingos, Carmo et Santo Antônio.  
En plus d'être le centre du pouvoir, Salvador est aussi puissante pour ses fonctions portuaires comprenant l'exportation de canne à sucre et la traite des esclaves. Le fort militaire de São Marcelo, construit au XVIIe siècle est circulaire et se situe sur un petit banc de récifs à environ 305 mètres de la côte. L'écrivain brésilien Jorge Amado le décrit comme le « nombril de Bahia », Bahia étant l'ancien nom de Salvador.
La continuité de l'architecture coloniale est rendue visible par le baroque qui se développe comme en Europe. Il se mélange à des influences brésiliennes ce qui donne naissance à une forme unique d'architecture locale,.

## L'architecture impériale
Le XIXe siècle constitue un tournant pour le Brésil qui acquiert son indépendance en 1822 et devient un empire sous le règne de Pierre Ier. Cette période, jusqu'à la proclamation de la République en 1889, voit l'affirmation du Brésil comme État indépendant, phase qui passe aussi par l’architecture. De nouvelles inspirations sont trouvées et adaptées au contexte local, notamment à travers les architectes néo-classiques français qui viennent au Brésil. 

Le Théâtre municipal de São Paulo montre l'architecture néoclassique au Brésil.

### Néo-classicisme
Le néo-classicisme correspond à une réactivation du classicisme renaissant, lui-même inspiré par Rome et la Grèce antique, développant les grandes colonnes à plusieurs étages ou encore les toits triangulaires. L'utilisation libérale de la stéatite blanche, de la pierre calcaire ou du marbre en sont également des attributs. 
La ville de Manaus, et plus particulièrement le Théâtre Amazonas, en sont de bons exemples. À cette époque, la région amazonienne du Brésil commence à se développer. Les sommes d'argent croissantes, provenant des exportations des plantations de caoutchouc prospèrent, en particulier dans la capitale Manaus. Les riches barons du caoutchouc tentent de recréer le style de vie somptueux des élites européennes. Pour ce faire, un opéra, le Teatro Amazonas, est édifié au milieu de la forêt tropicale. La construction commence en 1884, sous la supervision d'un architecte italien. La toiture vient d'Alsace, le mobilier de Paris, le marbre d'Italie et l'acier d'Angleterre. Le dôme entier est recouvert de 36 000 tuiles de céramique décorées et peintes aux couleurs du drapeau national brésilien : bleu, jaune et vert.

### Auguste Henri Victor Grandjean de Montigny
Auguste Henri Victor Grandjean de Montigny développe en France une architecture inspirée d'Étienne-Louis Boullée et de Claude-Nicolas Ledoux. Il arrive à Rio de Janeiro en 1816 avec la Mission artistique française pensionnée par le gouvernement. Il y conçoit la Bourse du commerce, plusieurs fontaines et des résidences privées. Vers 1825, il transforme le Palais des vice-rois en Palais impérial, en lui donnant des allures plus classiques que baroques. 

## L'architecture républicaine
La période contemporaine est marquée également par une influence européenne qui s'exprime plus par une impulsion vers une modernité brésilienne locale qu'une réelle inspiration. En effet, des artistes, écrivains et architectes brésiliens comme Anita Malfatti, Tarsila do Amaral et Oswald de Andrade introduisent de nouvelles réflexions, notamment sur l'importance d'une identité brésilienne. La Semaine d'art moderne organisée en 1922 à São Paulo ou encore le Manifeste anthropophage d'Oswald de Andrade publié en 1928 constituent l'ancrage de cette modernité au Brésil. Pour ce dernier, le cannibalisme des Tupis, une tribu brésilienne ancienne, correspond au fondement de la résistance culturelle du pays. Il revendique ainsi une originalité de la culture brésilienne qui peut s'exprimer à travers cette nouvelle modernité. 
L'architecture moderne se développe à travers des influences diverses. Rino Levi diffuse ses idées pour une nouvelle architecture qui doit s'allier à la nature et l'urbanisme. Il donne une importance aux plantes brésiliennes indigènes.  

### Gregori Warchavchik et Mina Klabin
Gregori Warchavchik est considéré comme l'un des premiers architectes qui a apporté et appliqué le modernisme au Brésil. D'origine russe, il arrive au Brésil en 1923 après être passé par l'Italie. Inspiré par Le Corbusier, ainsi que par le cubisme et le rationalisme, il réalise tout d'abord sa propre maison, la Casa Modernista terminée en 1928, qui devient un symbole de modernité. Les ressources et les plans paysagers de Mina Klabin renforcent également l'importance du lien entre architecture et extérieur dans ce nouveau style. Elle installe dans le jardin des espèces tropicales qui rappellent l'identité brésilienne. La maison a été inscrite au patrimoine étatique. Gregori Warchavchik obtient également la gloire lorsqu'il est proposé par Le Corbusier comme délégué pour l'Amérique du Sud au CIAM.  

### Lúcio Costa
L'arrivée au pouvoir de Getúlio Vargas amène des changements dans l'organisation des institutions et notamment la nomination de l'architecte Lúcio Costa à la tête de l’École des Beaux-Arts de Rio de Janeiro. Ce dernier invite également Gregori Warcavchik à enseigner, ce qui entraîne un tournant dans l'École qui se détache des tendances coloniales pour adopter le modernisme. En effet, Lúcio Costa emprunte cette voie après avoir entendu les conférences du Corbusier en 1929 à Rio de Janeiro et São Paulo. 
Le bâtiment du Ministère de l'Éducation et de la Santé, ou Palais Gustavo Capanema, est considéré comme une autre référence en terme d'architecture moderne au Brésil. Lúcio Costa constitue une équipe d'architectes dont Affonso E. Reidy, Carlos Leão, Ernani Vasconcellos, Jorge Moreira et Oscar Niemeyer, aussi aidés par Le Corbusier pour établir les plans de cet édifice. Ce dernier suit effectivement les cinq points de l'architecture. Le plan en T voit s'élever une tour en bloc recouverte de verre. L'aspect monumental marque les nouveautés urbaines brésiliennes. Les architectes essaient également de proposer une nouvelle identité nationale en reprenant des éléments traditionnels.  

### Oscar Niemeyer

Oscar Niemeyer (1958).

La carrière d'Oscar Niemeyer est particulièrement lancée par le projet du Ministère de l'Éducation et de la Santé. Dans sa jeunesse, il travaille pour son père comme typographe, avant d'entrer à l'Escola Nacional de Belas Artes. Après avoir obtenu son diplôme, Niemeyer travaille pour Lúcio Costa. En 1941, il lance sa carrière individuelle en concevant plusieurs bâtiments appelés l'ensemble moderne de Pampulha, dans la ville de Belo Horizonte. C'est alors qu'il développe certaines de ses marques de fabrique, telles que l'utilisation massive du solide et l'inclinaison vers les courbes. Il déclare : « J'ai consciemment ignoré l'angle droit très prisé et l'architecture rationnelle des carrés en T et des triangles, afin d'entrer de plain-pied dans le monde des courbes et des nouvelles formes rendues possibles par l'introduction du béton dans le processus de construction ». Malgré l'affirmation de son style propre et de sa « tropicalisation », il reste considéré comme un disciple de Le Corbusier. 
Oscar Niemeyer est admis au parti communiste brésilien pendant sa jeunesse et y  adhère officiellement en 1945. Cela devient un problème pour lui en 1964, lorsque l'armée brésilienne destitue le gouvernement et considère Niemeyer comme un individu dangereux, ce qui entraîne également le saccage de son bureau. Il décide alors de quitter définitivement le pays et de s'installer en France, où il poursuit sa carrière et ses projets.
Néanmoins, Oscar Niemeyer a redéfini l'architecture au Brésil en s'éloignant des styles anciens et influencés par l'Europe et en créant à la place de nouvelles conceptions esthétiques locales. Il devient particulièrement et internationalement connu grâce à sa participation centrale dans le projet de construction de la nouvelle capitale Brasilia. 

### Brasilia

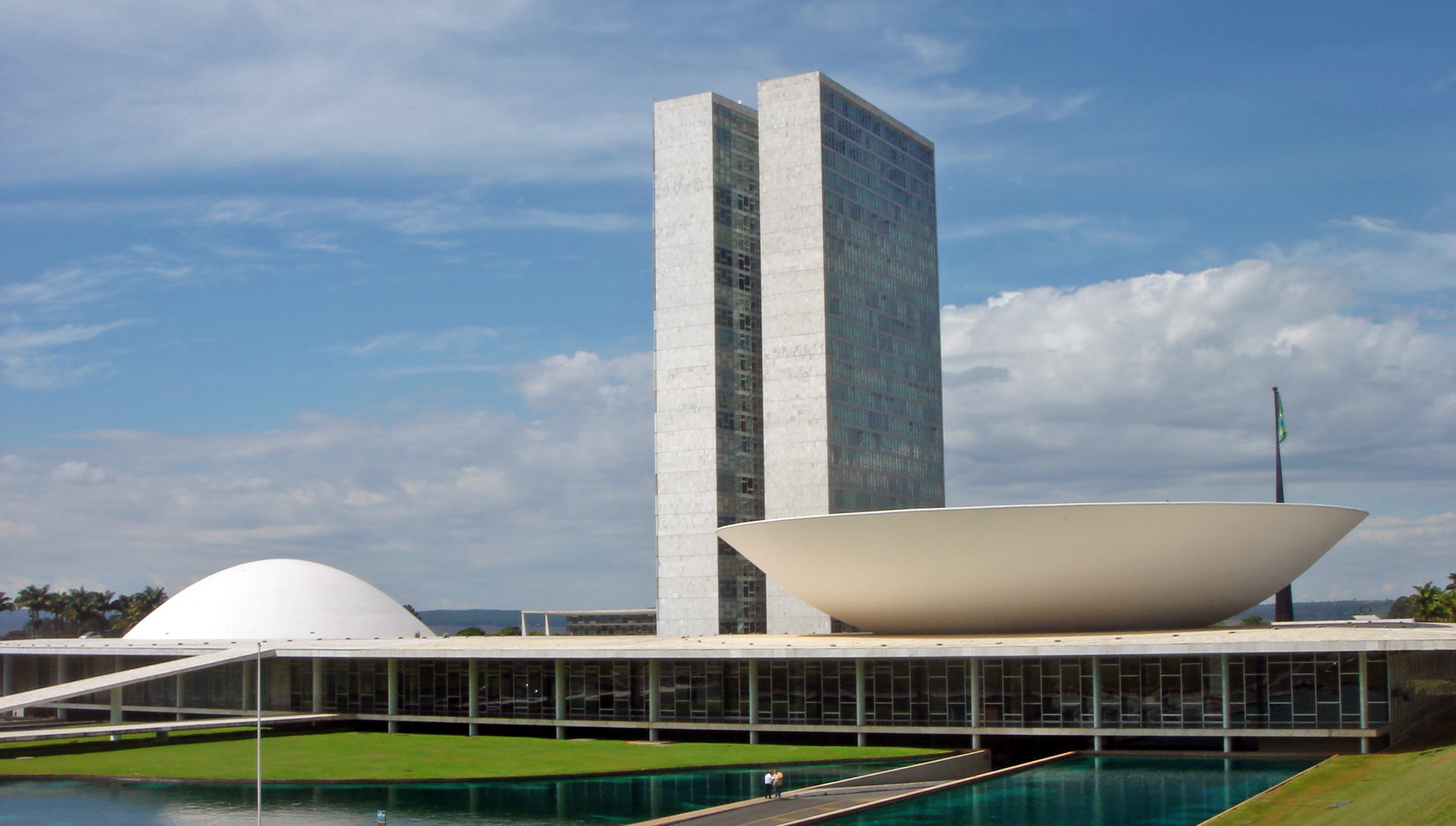
Le Congrès national de Brasilia, un exemple d'architecture moderniste.

En 1956, le gouvernement brésilien de Juscelino Kubitschek décide de déplacer la capitale de Rio de Janeiro à Brasilia, une ville créée ex nihilo au centre du pays. Le but est de développer les régions de l'arrière-pays, de s'éloigner de la capitale coloniale et d'accueillir et mélanger différentes classes sociales. La ville devient alors le lieu d'expérimentation de l'architecture moderniste, notamment dans le sillage de Lúcio Costa, pour qui le mélange des individus grâce à l'architecture est primordial. 

Pour coordonner les projets, la NOVACAP (Companhia Urbanizadora da Nova Capital do Brasil) est créée. Lúcio Costa se charge de la planification urbaine et Oscar Niemeyer de l'architecture des bâtiments. Ils souhaitent construire une ville qui accueille de nombreux habitants, avec des blocs d'immeubles, et esthétiquement harmonieuse. Les édifices gouvernementaux, les églises et les bâtiments municipaux sont construits dans le style moderniste,.  Les éléments de Niemeyer se caractérisent par une grande harmonie, la couleur blanche, ainsi que par l'utilisation originale des courbes qui le fait s'éloigner du modernisme européen. 

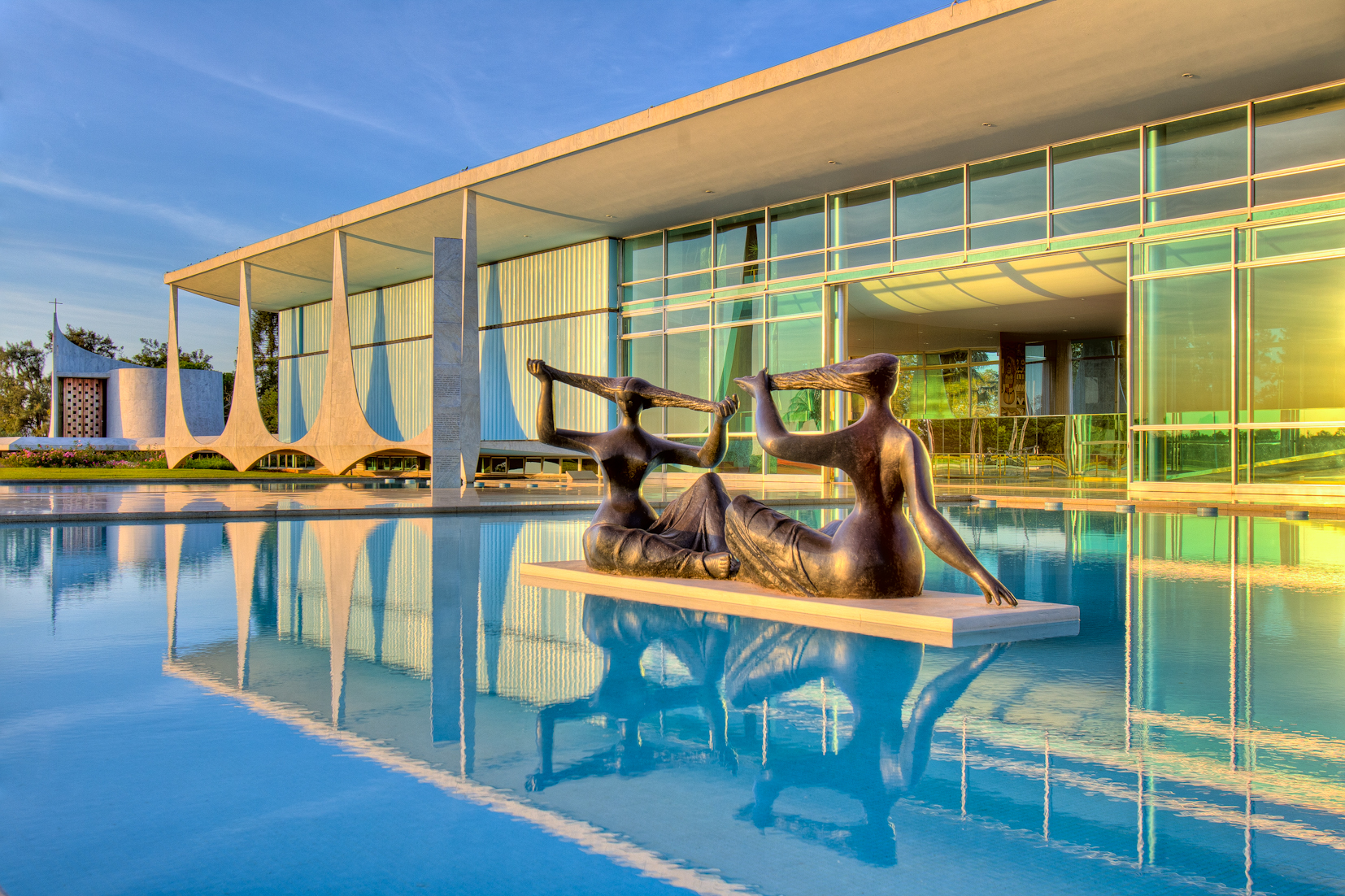
La façade sud du palais de l'Aurore.

L'un de ses plus grands succès est le Palácio da Alvorada, en français : Palais de l'Aurore, à Brasilia. Il s'agit d'une structure de deux étages en verre et en béton avec des supports courbes formant la façade sur les quatre murs. Ces murs qui s'étirent entre les appuis sont des parois translucides de verre teinté. On accède à la nef par un passage souterrain remplaçant la porte classique. Ce palais témoigne à nouveau de cette architecture moderne brésilienne qui affirme son style local et s'émancipe des influences coloniales. 
Brasilia est inaugurée en 1960. 

### Note
- (en) Cet article est partiellement ou en totalité issu de l’article de Wikipédia en anglais intitulé « Architecture of Brazil » (voir la liste des auteurs).